# Saint-Acheul
Saint-Acheul là một xã ở tỉnh Somme, vùng Hauts-de-France, Pháp.

## Địa lý
Thị trấn này có cự ly khoảng 23 dặm Anh về phía bắc của Amiens, trên giao lộ của đường D933 và đường D99e, gần nơi giáp ranh với Pas-de-Calais. Đây là một khu vực khảo cổ với các hiện vật đồ đá thời tiền sử.

## Dân số
| 1962                                                         | 1968 | 1975 | 1982 | 1990 | 1999 |
| ------------------------------------------------------------ | ---- | ---- | ---- | ---- | ---- |
| 33                                                           | 50   | 45   | 43   | 34   | 22   |
| Số liệu điều tra dân số từ năm 1962, dân số không tính trùng |      |      |      |      |      |